# Go! Discs
Go! Discs — британський лейбл звукозапису, створений 1983 року.
Засновником компанії став британець Енді Макдональд. Він вивчав право в коледжі і збирався стати адвокатом, а у вільний час записував пісні разом з другом у домашній студії. Привернувши своєю роботою увагу великих лейблів, на кшталт Virgin, CBS або Stiff, 1982 року Макдональд отримав посаду пресофіцера, на якій працював майже рік. 1983 року гітарист Пол Віджер запропонував Макдональду видати альбом його гурту The Box і той вирішив ризикнути, витративши на виробництво півтори тисячі фунтів. І хоча продажі альбому були не дуже високими, цього вистачило на видання ще одного альбому, який окрім Великої Британії продавався у Німеччині та країнах Бенілюксу.  
Першим суттєвим успіхом лейблу Go! Discs був мініальбом Біллі Брегга Between the Wars та пісні гурту The Housemartins «Happy Hour» та «Caravan of Love», остання з яких посіла перше місце в національному хіт-параді. Компанією зацікавився мейджор-лейбл PolyGram, 1987 року придбавши міноритарну частину (49 %). Після того, як The Housemartins розпалися, на Go! Discs виходили альбоми колишніх учасників колективу, зокрема гурту Beats International, заснованого Норманом Куком, більше відомим як Fatboy Slim.
На початку 1990-х років Макдональд заснував сестринський лейбл Go! Beat, що випускав танцювальну музику. Серед найбільш успішних артистів Go! Beat — британська співачка Габріель та гурт Portishead, в той час, як зірками Go! Discs були Пол Веллер (колишній фронтмен The Jam) та гурт The Beatiful South. 1996 року PolyGram викупили решту 51 % прав на Go! Discs, ставши одноосібним власником компанії, а Макдональд пішов з посади керівника, заснувавши новий інді-лейбл Independiente.